# Maerua triphylla
Maerua triphylla är en kaprisväxtart som beskrevs av Achille Richard. Maerua triphylla ingår i släktet Maerua och familjen kaprisväxter.

## Underarter
Arten delas in i följande underarter:
- M. t. calophylla
- M. t. johannis
- M. t. pubescens